# مراقب الأجهزة الافتراضية

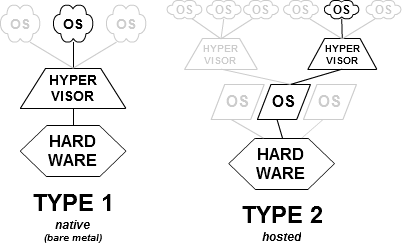

مراقب الأجهزة الافتراضية (Hypervisor) هو عبارة عن برنامج حاسوبي يقوم بإنشاء وتشغيل الأجهزة الافتراضية.
يدعى الجهاز الحاسوبي -الذي يقوم بمراقبة الأجهزة الافتراضية عبر تشغيل جهاز افتراضي أو أكثر ضمنه- بالحاسوب المستضيف أو الآلة المستضيفة، بينما تدعى الأجهزة الافتراضية -التي يقوم بتشغيلها- بالآلات الضيفة، والتي تقوم كل منها بدورها بتشغيل نظام تشغيل مستقل يدعى النظام الضيف. مهمة مراقب الأجهزة الافتراضية هي القيام بتوفير منصة عمل افتراضية يمكن لنظام التشغيل الضيف أن يعمل ضمنها، إضافة إلى إدارة الموارد الحاسوبية المتوفرة في الحاسوب المستضيف بحيث تتم مشاركتها بين عدة أنظمة تشغيل ضيفة يتم تشغيلها في نفس الوقت.

## الفرق بين الأدوات المُراقِبة للآلات الافتراضية والحاويات
تُعد الحاوية حزمة برمجية تُخزِّن جميع الملفات والتكوينات اللازمة لتشغيل تطبيق ما في أي نظام تشغيل. يستخدم المطورون الحاويات لتقليل تعقيدات تطوير البرمجيات وتحسين الكفاءة عند نشر التطبيقات. يمكن تشغيل تطبيق مخزَّن في حاوية على سحابة عامة أو هجينة أو محلية والحصول على أداء متسق لأنه مستقل عن نظام التشغيل الأساسي.
توفر كل من الأدوات المُراقِبة للآلات الافتراضية والحاويات المحاكاة الافتراضية ولكن في طبقة برمجية مختلفة. يُجرِّد مراقب الآلات الافتراضية الأجهزة من البيئة البرمجية. في المقابل، تُشغَّل الحاوية في بيئة يُجرِّد فيها محرك الحاوية نظام التشغيل. 

## ما أهمية مراقب الأجهزة الافتراضية؟
يُشكّل وجود مراقبي الأجهزة الافتراضية قاعدة ممارسات المحاكاة الافتراضية الحديثة، وهو أمر لا غنى عنه لمراكز البيانات المعاصرة، والحوسبة السحابية، وبيئات سطح المكتب. أصبحت المحاكاة الافتراضية اليوم ممارسة معيارية في بنية مؤسسات تكنولوجيا المعلومات، وهي التقنية التي تقود اقتصاديات الحوسبة السحابية. وتمكّن برمجيات المحاكاة الافتراضية، بما في ذلك مراقبي الأجهزة الافتراضية، مزوّدي الخدمات السحابية من خدمة المستخدمين بالاعتماد على أجهزة الكمبيوتر الفعلية المتاحة لديهم. ويتيح ذلك لمستخدمي السحابة شراء الموارد التي يحتاجون إليها فقط وقت الحاجة، ثم توسيع نطاقها بكلفة فعّالة مع نمو أحمال العمل لديهم. وتعتمد أكبر منصات الخدمات السحابية—Amazon Web Services (AWS) وGoogle Cloud وIBM Cloud وMicrosoft Azure—على تقنيات المحاكاة الافتراضية لتقديم عروض سحابية مثل البنية التحتية كخدمة (IaaS) والبرمجيات كخدمة (SaaS) والمنصّة كخدمة (PaaS). كما تُعدّ المحاكاة الافتراضية أساسية للأتمتة وتدعم إنشاء سير عمل لإدارة خدمات تكنولوجيا المعلومات؛ فهي تُيسّر أتمتة مهام مثل النشر والتكوين، ويمكنها أيضاً المساعدة في الأمان وكفاءة الموارد. وفوق ذلك، تساند تقنيات المحاكاة الافتراضية، مثل مراقبي الأجهزة الافتراضية، نهج الأتمتة الفائقة—وهو تصوّر يهدف إلى أتمتة كل ما يمكن أتمتته داخل المؤسسة. وتسعى المؤسسات التي تتبنى الأتمتة الفائقة إلى تبسيط العمليات عبر مختلف أعمالها باستخدام الذكاء الاصطناعي (AI).وأتمتة العمليات الآلية (RPA) وغيرها من التقنيات لتشغيلها دون تدخل بشري.
وفقًا لتقرير صادر عن Research and Markets، تم تقدير السوق العالمي لافتراضية مراكز البيانات بـ 7.3 مليار دولار أمريكي في عام 2023، ومن المتوقع أن يصل إلى 21.1 مليار دولار أمريكي بحلول عام 2030، بمعدل نمو سنوي مركب بنسبة 16.3% من عام 2023 إلى 2030.1.

## أبرز فوائد مراقب الأجهزة الافتراضية (Hypervisor)
:- الكفاءة: يساهم مراقب الأجهزة الافتراضية في بلوغ أقصى كفاءة للموارد عبر تمكين عدة أجهزة افتراضية من مشاركة العتاد نفسه، مما يحسّن استغلال موارد الأجهزة. - قابلية التوسع: يتيح مراقب الأجهزة الافتراضية إنشاء الأجهزة الافتراضية ونشرها وإيقافها في وقت شبه فوري، ما يسمح للمؤسسات بالاستجابة سريعًا لتغيّر أحمال العمل وتلبية متطلبات الأعمال. - توفير التكاليف: يمكّن مراقب الأجهزة الافتراضية من تشغيل أجهزة افتراضية متعددة على جهاز فعلي واحد، وهو ما يحقق دمجًا يقلّل نفقات العتاد. كما يخفّض استهلاك الطاقة، وبالتالي يقلّص التكاليف ويساعد على الحد من البصمة الكربونية لمراكز البيانات. - قابلية النقل: يفصل مراقب الأجهزة الافتراضية بين الأجهزة الافتراضية والعتاد الفعلي، ما يسهّل ترحيل الأجهزة الافتراضية. وتتيح هذه الميزة قابلية للتنقّل وتمكّن فرق تقنية المعلومات من تحويل أحمال العمل وتوزيع الموارد بين الأجهزة أو المنصّات. - تعزيز الأمان: يعزل مراقب الأجهزة الافتراضية الأجهزة الافتراضية عن بعضها البعض وعن المضيف، مما يقلّص سطح الهجوم. كما يدعم التقاط لقطات لحالة الجهاز الافتراضي، ما يتيح استعادته أو نسخه احتياطيًا أو نقله إلى مضيف آخر. - التعافي من الكوارث: عند وقوع كارثة، يساعد مراقب الأجهزة الافتراضية المؤسسات على تقليل الاضطرابات عبر تمكين التكرار السريع أو استنساخ الجهاز الافتراضي. وهذا يعزّز مرونة البيئة ويحسّن استمرارية الأعمال.